# Eliot Ness
Eliot P. Ness (Chicago, 19 april 1903 – Coudersport, 16 mei 1957) was een opsporingsambtenaar die de controle op de naleving van de drooglegging moest uitvoeren, bekend vanwege zijn strijd tegen de illegale drankhandel in Chicago en de strijd tegen Al Capone. Hij was de leider van het team dat de bijnaam The Untouchables kreeg.

## Jeugd
Ness werd geboren in Chicago, als jongste van 5 kinderen van Noorse ouders Peter en Emma Ness. Als jongen las hij graag, met name de boeken van Sherlock Holmes van Arthur Conan Doyle. Hij is opgeleid aan de Universiteit van Chicago, en studeerde in 1925 af met een diploma in zakelijk recht. Ness was lid van de Sigma Alpha Epsilon broederschap. Hij begon zijn carrière als onderzoeker voor de Retail Credit Co. van Atlanta. Het gebied Chicago werd hem toegewezen, waar hij achtergrondinformatie verzamelde over de kredietwaardigheid van de clientèle. Hij keerde terug naar de universiteit en volgde een opleiding in criminologie.

## Carrière
In 1926 haalde zijn zwager Alexander Jamie die agent was bij het Bureau of Investigation (in 1935 werd dit de FBI), Eliot over om in de wetshandhaving te gaan werken. In 1927 werd hij opgenomen in het 300 man sterke team van het ministerie van Financiën dat de Drooglegging van Chicago moest handhaven.
Na de verkiezing van president Herbert Hoover werd Andrew Mellon aangesteld om Al Capone strafrechtelijk te vervolgen. De federale overheid benaderde het probleem van twee kanten: ontduiken van inkomstenbelasting en het overtreden van de wetgeving met betrekking tot de drooglegging. Ness had de leiding gekregen over het team dat belast werd met de tweede benadering, waarbij de illegale brouwerijen en aanvoerroutes van Capone werden aangepakt.
Gezien de door en door corrupte politiemacht van Chicago was Ness genoodzaakt om de dossiers van alle agenten van zijn afdeling te lichten om een betrouwbaar team samen te stellen. Hij begon met een team van vijftig dat later teruggebracht werd naar vijftien en uiteindelijk slechts tien man. Het team begon meteen met de invallen bij destilleerkelders en brouwerijen. Binnen zes maanden was voor een bedrag van meer dan een miljoen dollar aan brouwerijen opgerold. De meeste informatie over de locaties van de brouwerijen werd gewonnen met behulp van een uitgebreid afluistersysteem. De versie van de gebeurtenissen zoals Ness die beschrijft in zijn boek "The Untouchables" is niet geheel onomstreden. Zo deed volgens bronnen de politie de invallen en kwam Ness 10 minuten later om zich door de pers te laten fotograferen.
Al Capone probeerde het team van Ness om te kopen. Dit mislukte echter. De mislukte poging werd in de media naar buiten gebracht. De media gaven het team daardoor de bijnaam "The Untouchables" (De Onaantastbaren). Er zijn verschillende pogingen gedaan om Eliot Ness te vermoorden. Een goede vriend van hem, Frank Basile, werd vermoord.
De inspanningen van "The Untouchables" hadden een duidelijke impact op de onderneming van Capone, maar het was de belastingontduiking die Capone de das om deed. In een aantal rechtszaken in 1931 werd Capone aangeklaagd op grond van 22 gevallen van belastingontduiking en 5.000 overtredingen met betrekking tot de drooglegging. Op 17 oktober 1931 werd Capone tot elf jaar gevangenisstraf veroordeeld. Het is zeer waarschijnlijk dat Capone en Ness elkaar nimmer in levenden lijve hebben ontmoet.

## Carrière na veroordeling Al Capone
Ness werd gepromoveerd tot hoofd van de dienst die zich bezighield met de drooglegging in Chicago en later ook in Ohio. Na het einde van de drooglegging (5 december 1933) nam hij een baan bij de lokale overheid van Cleveland als Directeur van de Burgerveiligheid. Hij startte een campagne om de politiemacht en de brandweer van corruptie te zuiveren, en om het illegale gokken aan te pakken. Ness kreeg te maken met de torsomoordenaar die in het midden van de jaren dertig in Cleveland actief was. Het lukte hem niet om de zaak op te lossen.
Ness verhuisde naar Washington D.C. waar hij bij de federale overheid ging werken. In 1944 vertrok hij om voorzitter te worden van het beveiligingsbedrijf Diebold Corporation in Ohio. In 1947 stelde hij zich verkiesbaar voor het burgemeesterschap van Cleveland. De verkiezingen verloor hij echter. In hetzelfde jaar werd hij ontslagen bij Diebold. Uiteindelijk kwam hij te werken bij North Ridge Industrial in Coudersport, Pennsylvania. In de latere jaren van zijn leven was Ness aan de drank geraakt. Zijn boek, The Untouchables, werd in 1957 gepubliceerd, kort na zijn dood op 54-jarige leeftijd als gevolg van een hartaanval. Uit later onderzoek, vooral naar de gebeurtenissen in de jaren dertig, blijkt, dat Ness zijn rol in die tijd flink heeft overdreven. Zijn boek was de inspiratiebron voor veel films en televisieseries.
De bekendste daarvan zijn de televisieserie "The Untouchables" met Robert Stack als Ness (1959-1963) en de film "The Untouchables" uit 1987 met Kevin Costner in de hoofdrol. Opmerkelijk aan die film is dat Capones rechterhand en plaatsvervanger Frank Nitti door Ness na een gevecht van het dak van een gebouw wordt gegooid. In werkelijkheid pleegde Nitti in maart 1943 zelfmoord.
Ness is drie keer getrouwd geweest en twee keer gescheiden. Hij had één geadopteerd kind.

### Publicatie
- The Untouchables (1957) met Oscar Fraley (postuum release)

## In populaire cultuur
- In de jaren 1960 werd Eliot Ness vertolkt door acteur Robert Stack in de tv-serie The Untouchables.
- Kevin Costner speelde de agent in Brian De Palma's misdaadfilm The Untouchables (1987). In de film staat het onderzoek naar maffiabaas Al Capone centraal.